# Suzuki Alto
A Suzuki Alto egy városi autó (kei car), amelyet a Suzuki tervezett alacsony árral és jó károsanyag kibocsátással. A modellt 1979-ben mutatták be, és a világ sok országában gyártották.

## Történelem (japán piac)

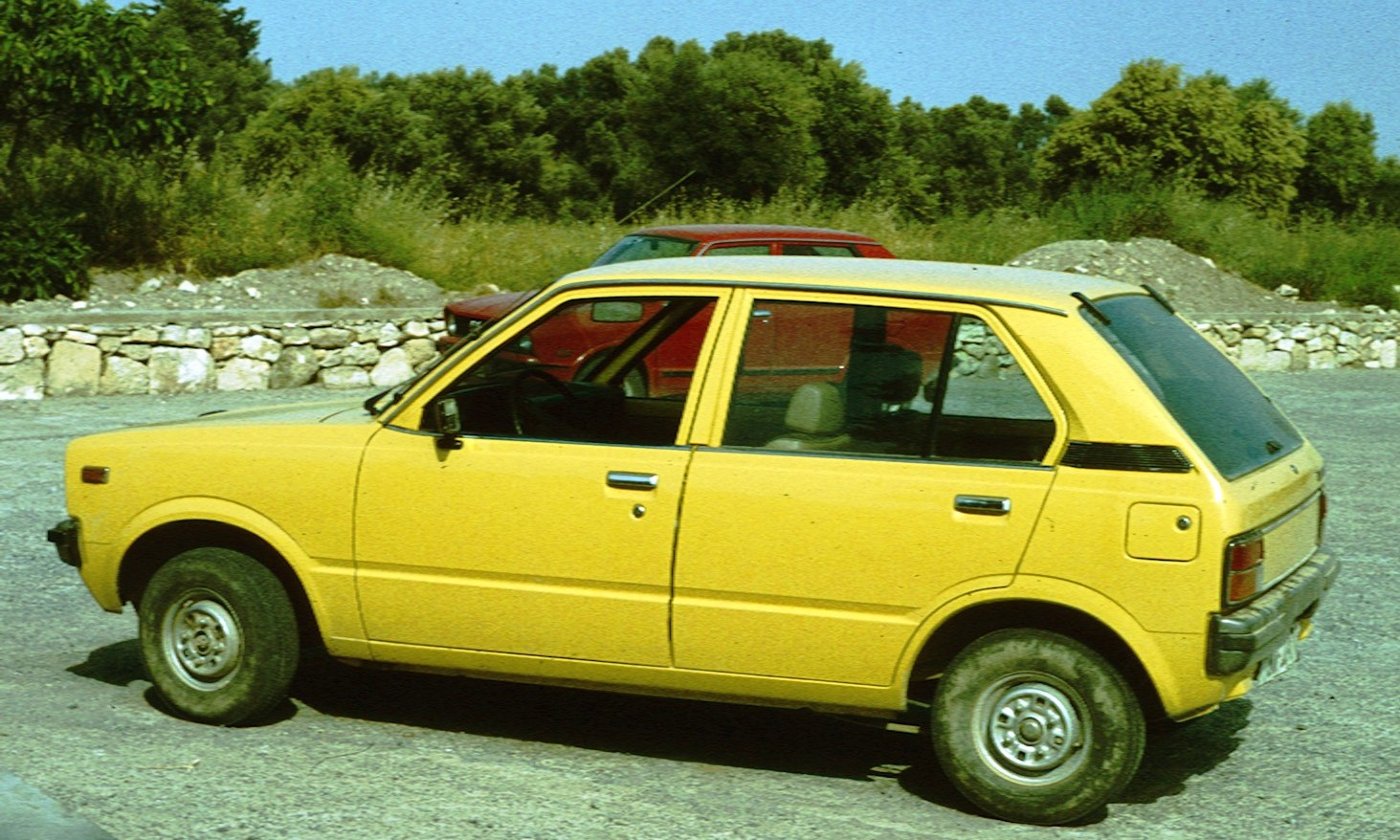
Európai Suzuki Alto SS40

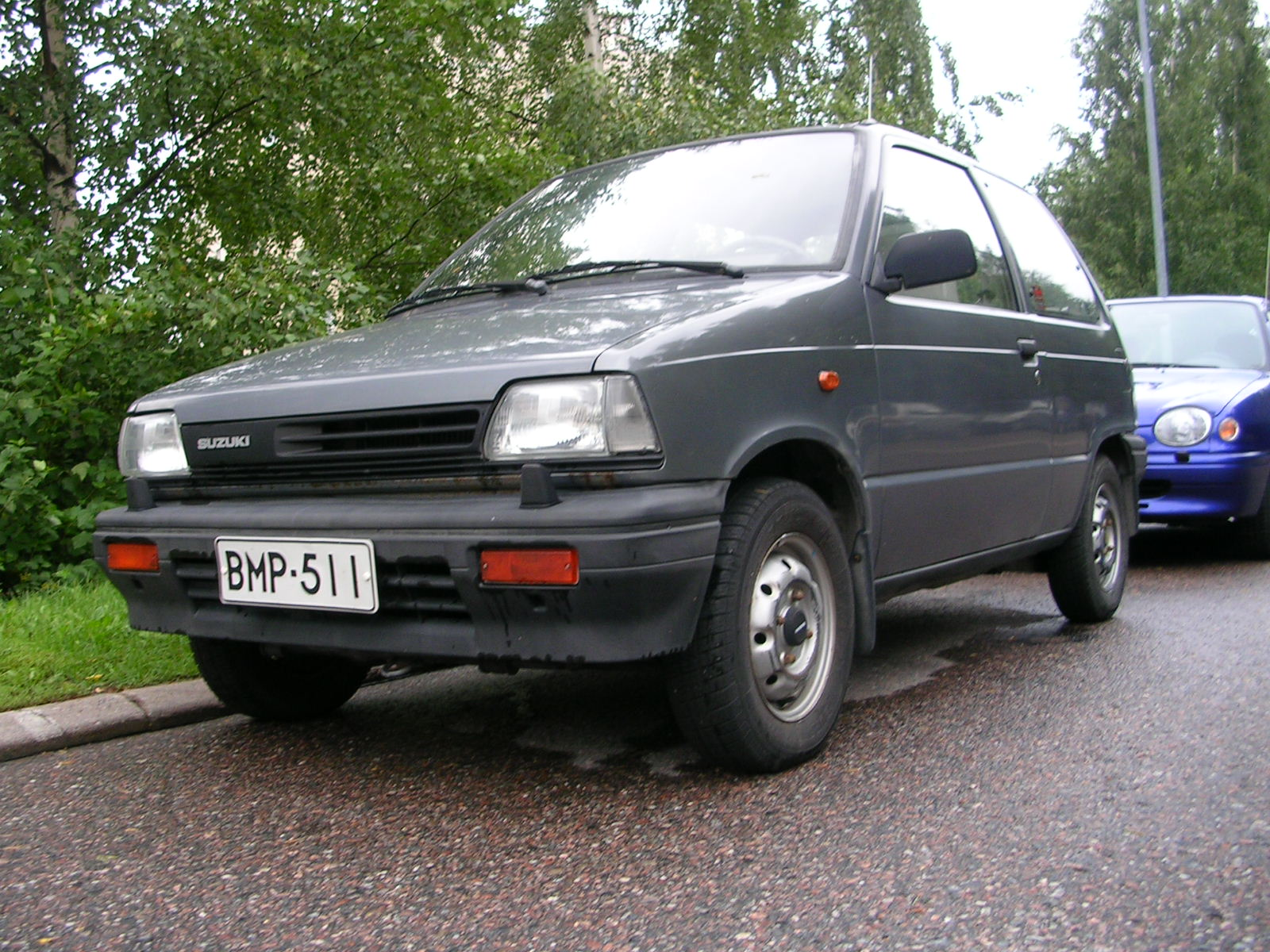
Suzuki Alto CA71

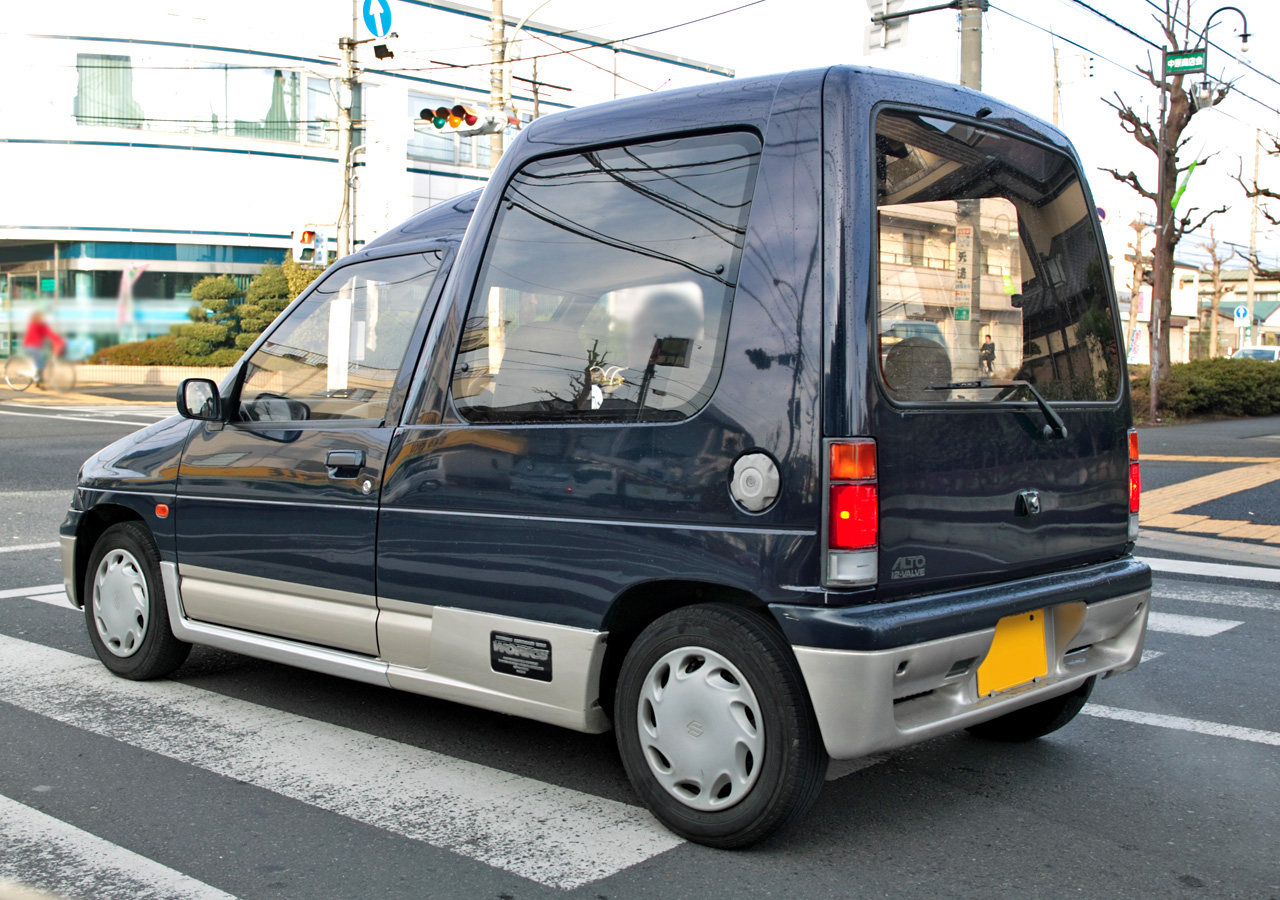
Suzuki Alto Hustle CL11

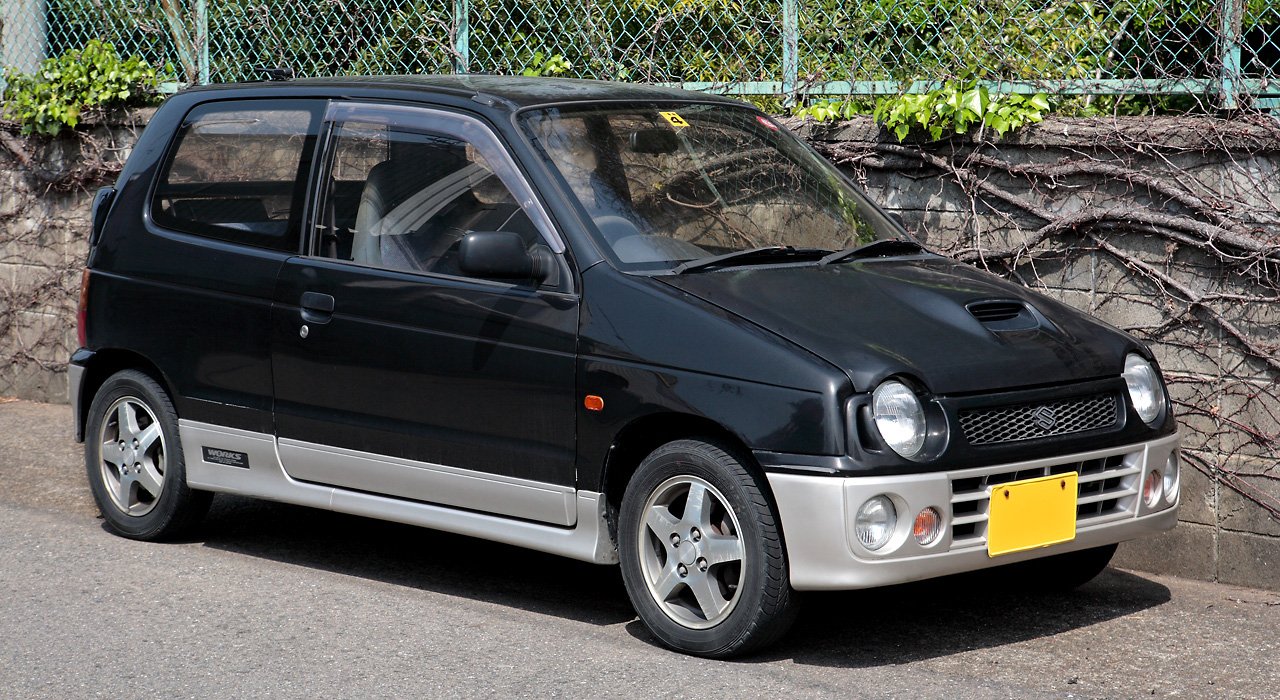
Alto Works HA11S

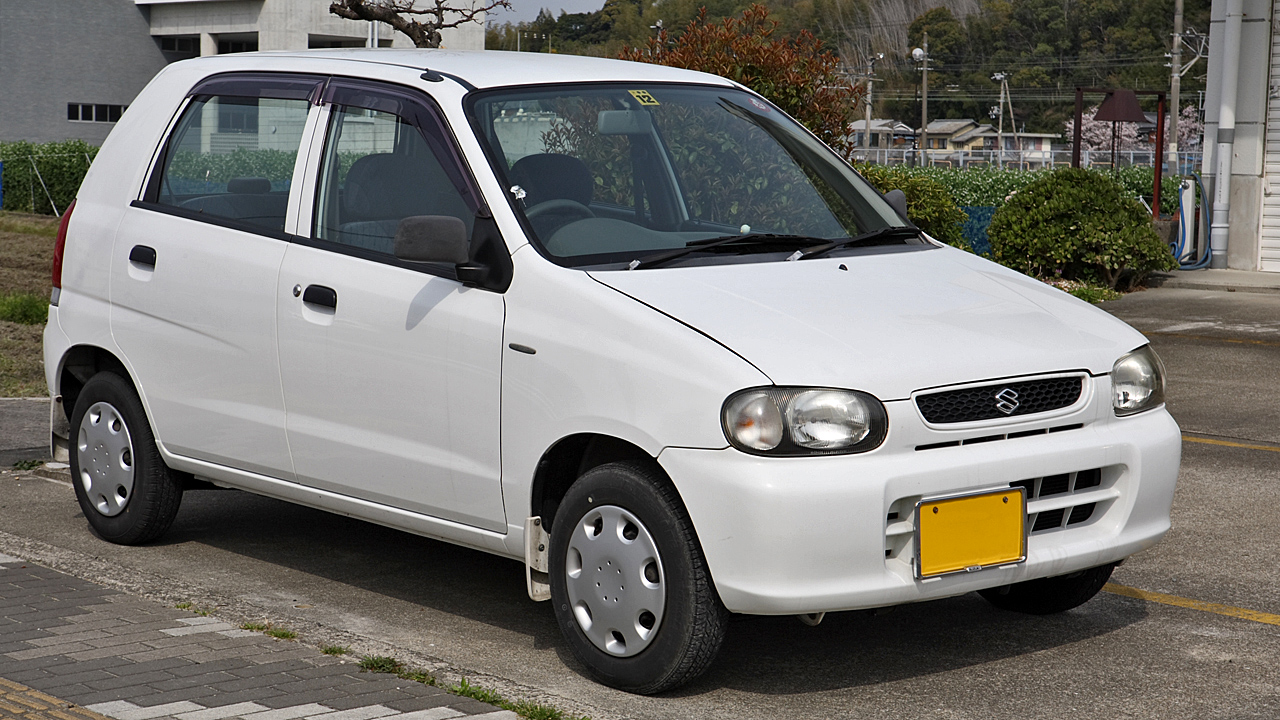
Suzuki Alto HA22

Az első generáció (SS40) egy háromajtós verziója volt az ötajtós Frontének. Az Alto egy 543-cc 3-szelepes motort használt (28 hp).
A második generációt (CA71/72t 1984-ben mutatták be. Ezt is az SS40-es motorral szerelték, de elérhető volt egy turbófeltöltős és többszelepes motorral. Az 5-ajtós változat 1985-ben vált megvásárolhatóvá. A Cervót, ami SS71 alapjaira épült 1988-ban mutatták be, az új 547-cc motorral.
A harmadik generáció (CL11/21/22) a CA71 helyét vette át 1988-ban. Az SS71 Cervo motorját használta, de amikor a kei-car szabályok megváltoztak 1990-ben a motor 657 cc-re emelkedett. Ez az Alto utolsó olyan generációja ami Fronte modellhez lehet hasonlítani. Egy nem átlagos jellemzője ennek a generációnak a tolóajtós változat, a Slide Slim, ezzel könnyebb volt szűkebb helyekre beállni. A Suzuki ezen kívül létrehozott még egy magastetős (az elülső ülések mögött) változatot (a Hustle-t), mely egy teljesen új helyett az Alto átalakított karosszériáját használta. A megjelenése a Nissan AD Max Vanre hasonlított.
A negyedik generáció (HA11) 1994-ben jelent meg. A 657-cc motorhoz csatlakozott egy nagy teljesítményű 658-cc-s.
Az ötödik generációs Alto (HA12/22)-t 1998-ban mutatták be. A stílusa ívesebb volt. A 658-cc-s motort turbófeltöltő nélkül gyártották, amihez később csatlakozott a 657-cc-s turbófeltöltős motor.
A Suzuki gyártott 2 „klasszikus stílusú” verziót: az Alto C-t , és az Alto Works ; és az Alto C2-t . A Mazda is árusította az eredeti Altót Carol néven.
A hatodik generáció (HA24)-t 2004-ben mutatták be. Az eleje hasonlított a Toyota WiLL Vi-re vagy a Citroen C2-re.
Az újabb generáció, a 2008. őszén Párizsban bemutatott Suzuki Alto, amelynek testvértípusa a Nissan Pixo. Az EuroNCAP törésteszten 3 csillagot ért el, ami ilyen kisautónak átlagos eredmény, de nem sorolja a teljesen biztonságos autók közé. Több országban gyártják és még többen értékesítik. A legkeresettebb az 1,4 milliárd lakosú Indiában, ahol olcsó kiskocsik gyártásával és eladásával szeretnék elérni a lakosság nagyobb motorizáltságát. Motorja 998 ccm háromhengeres soros motor ami 68 lóerőt és 90 NM ad. 0-100 km/h gyorsulása 17 sec, végsebessége 150 km/h. Tesztfogyasztása a városi 6,3 és az országúti 5,1 között van, de volt akinél a teszt során 4,5 literes fogyasztást mértek 100 kilométerre. 

### Teljesítményverziók
Az Alto erősebb verziói 1985-ben amikor a turbófeltöltős elérhetővé váltak jelentek meg. A Works változatot 1987-ben mutatták be. Az Alto Works volt az első kei car, ami elérte a még legális határt (64 hp). Elég népszerűek voltak, és még mindig gyártja a Fujimi.
Erősebb modellek az Alto változatainál is jelentek meg.

## Export piacok

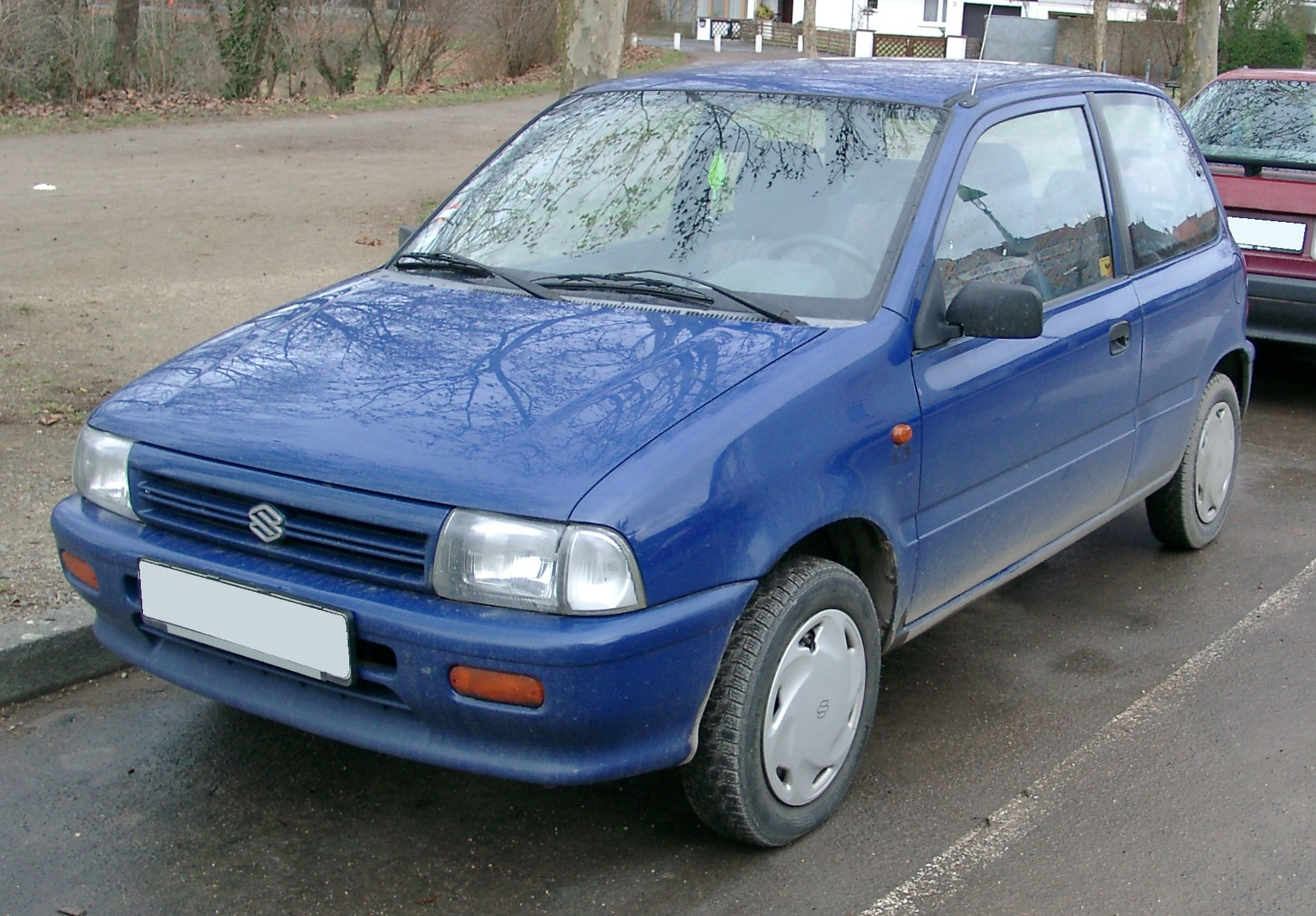
Európai Suzuki Alto (Cervo)

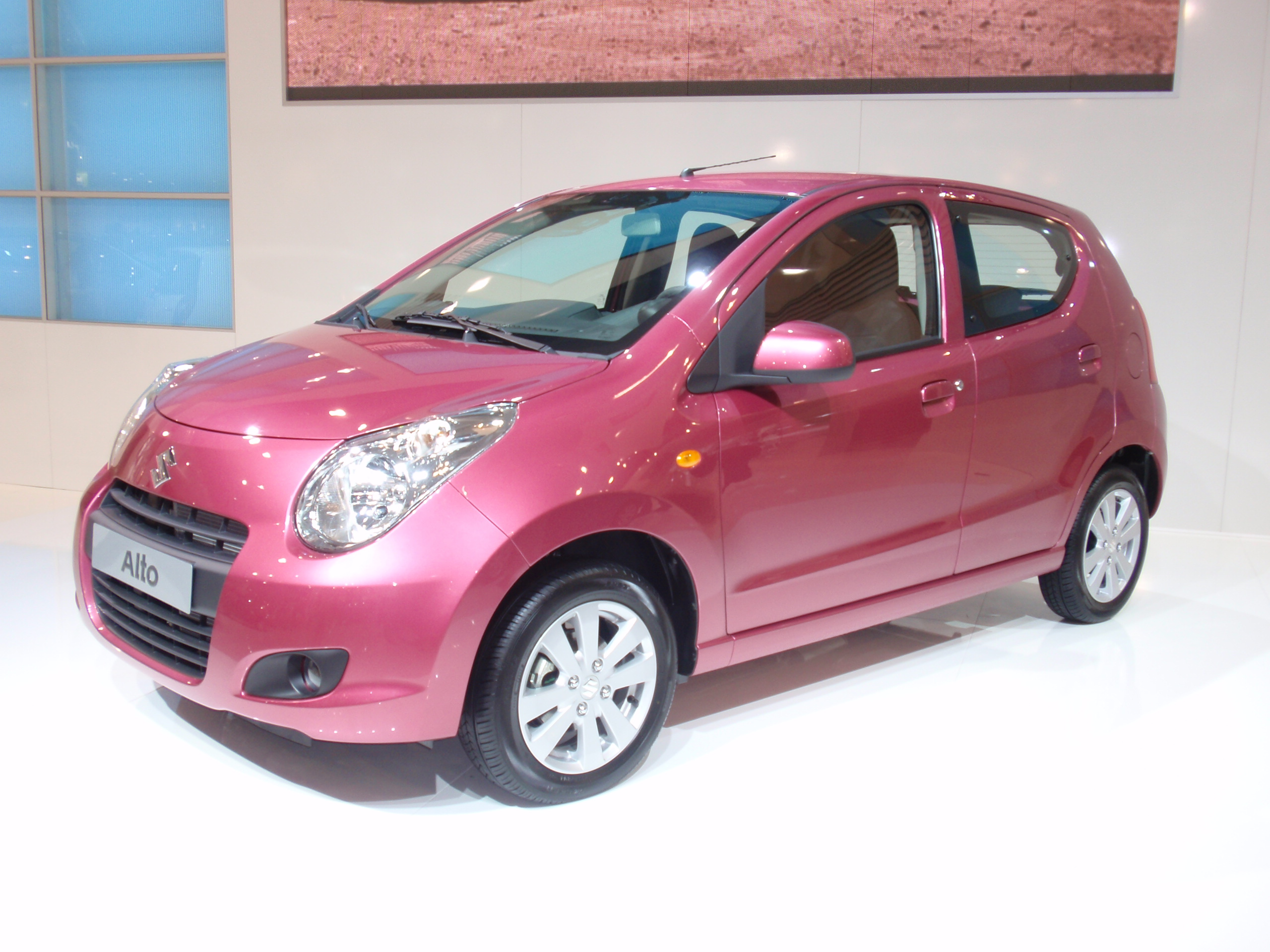
A Suzuki Alto európai verziója a Maruti Suzuki A-Star

Az első Altók néhány változtatással lettek importálva (nagyobb motorral), így az SS40 lett az SS80 a 796-cc-s motorral. (Néhány Fronte modellt is Altónak hívtak Európában).
Az európai Altók:
- 1979-84: SS80 Altok 796-cc-s motorral(F8B) 3/5ajtósok (az 5 ajtós modell csomagtér részén nincs ajtó, csak a hátsó szélvédő nyílik)
- 1984-94: CA(3ajtós)/CB(5ajtós)71 Altok  (SA/SB308) és a CA/CB 91 (facelift) 796-cc-s 2-szelepes F8B motorral érkeztek (35-42 hp)4-sebességű kézi vagy 2-sebességű automata váltóval.(csak nagyon kevés balkormányos ,543cc-s Altot gyártottak, rendszerint alapmodelleket és nem Európának)Ez volt az utolsó Japánban gyártott generációja az Alto-nak, amiket balkormányosként is gyártottak.A 3 ajtós modellt csak Japánban gyártották, a japán modelleket 1984-89 között gyártották.(JSA -val kezdődő karosszériaszám)Néhány Európába szállított 3 ajtós modell megkapta a Works lökhárítóit, küszöbtoldatait és Alto Fortissimo néven kerültek ide, ettől függetlenül az import modellekhez híven a csomagtérajtón volt a hátsó rendszámuk elhelyezve gyárilag.
- 1994-2002: Maruti Zen (Cervo Mode az alapja), 993-cc-s motorral.
- 2002- ? : Suzuki Alto (A HA12 Alto az alapja), 1061-cc-s motorral.(Az összes eredetileg is Magyarországnak/Európának szánt Alto 5ajtós, indiai verzió ebből a generációból)
- 2009 Maruti Suzuki A-Star, 996-cc-s motorral.

A Suzuki Alto európai piacra szánt verzióját, a Maruti Suzuki A-Star-t a 2008-as Párizsi Motor Show-n mutatták be. Ezeket a Maruti Suzuki gyáraiban gyártják (Manesar, Haryana, India). A stílusa a Suzuki A-Star Conceptéhez hasonlítható.